# Вильягра, Родриго
Родриго Роман Вильягра (исп. Rodrigo Román Villagra; род. 14 февраля 2001, Мортерос, Кордова) — аргентинский футболист, полузащитник московского ЦСКА.

## Клубная карьера
Вильягра — воспитанник клуба «Росарио Сентраль». 7 апреля 2019 года в матче против «Индепендьенте» он дебютировал в аргентинской Примере. Летом 2021 года Сеоане на правах аренды перешёл в «Тальерес». 7 августа в матче против «Банфилда» он дебютировал за новую команду. В начале 2024 года Родриго перешёл в «Ривер Плейт», подписав контракт на четыре года. 11 февраля в матче против «Депортиво Риестра» он дебютировал за новый клуб. 
6 марта 2025 года Родриго Вильягра перешёл в московский ЦСКА, подписав контракт до конца декабря 2028 года с опцией продления на 1 год. 22 марта 2025 года в товарищеском матче против «Партизана» (1:2) Вильягра дебютировал в составе «армейцев», проведя на поле все 90 минут. Однако в весенней части сезона 2024/25 он не попадал в заявку на официальные матчи. В клубе объясняли это как высокой конкуренцией в центре поля, так и недостаточной физической формой игрока. В апреле стало известно, что Вильягра не может играть из-за травмы. Впоследствии появились слухи, ставящие под сомнение информацию о проблемах со здоровьем у полузащитника. Вместо этого причиной его отсутствия в составе называли разногласия между главным тренером Марко Николичем, недовольным трансферной политикой клуба в зимнее трансферное окно, и заместителем генерального директора по спортивным вопросам Евгением Шевелевым. Летом с приходом Фабио Челестини на пост главного тренера аргентинец начал регулярно появляться в стартовом составе в товарищеских матчах на летних сборах.
5 июля 2025 года в товарищеском матче против ОФК (4:2) Вильягра, выйдя на замену на 64-й минуте, получил повреждение внутренней боковой связки коленного сустава.

## Карьера в сборной
Выступал за молодёжную, а также за Олимпийскую сборную Аргентины.

## Статистика
| Выступление      | Выступление      | Выступление      | Чемпионат | Чемпионат | Кубки | Кубки | Суперкубки | Суперкубки | Международные | Международные | Итого | Итого |
| Клуб             | Лига             | Сезон            | Игры      | Голы      | Игры  | Голы  | Игры       | Голы       | Игры          | Голы          | Игры  | Голы  |
| ---------------- | ---------------- | ---------------- | --------- | --------- | ----- | ----- | ---------- | ---------- | ------------- | ------------- | ----- | ----- |
| Росарио Сентраль | Суперлига        | 2018/19          | 1         | 0         | 1     | 0     | 1          | 0          | 3             | 0             | 6     | 0     |
| Росарио Сентраль | Суперлига        | 2019/20          | 11        | 0         | 1     | 0     | —          | —          | —             | —             | 12    | 0     |
| Росарио Сентраль | ПФЛ              | 2021             | 13        | 0         | 0     | 0     | —          | —          | 6             | 0             | 19    | 0     |
| Росарио Сентраль | Итого            | Итого            | 25        | 0         | 2     | 0     | 1          | 0          | 9             | 0             | 37    | 0     |
| Тальерес         | ПФЛ              | 2021             | 20        | 0         | 4     | 0     | —          | —          | —             | —             | 24    | 0     |
| Тальерес         | ПФЛ              | 2022             | 36        | 0         | 6     | 0     | —          | —          | 10            | 0             | 52    | 0     |
| Тальерес         | ПФЛ              | 2023             | 39        | 0         | 4     | 0     | —          | —          | —             | —             | 43    | 0     |
| Тальерес         | Итого            | Итого            | 95        | 0         | 14    | 0     | —          | —          | 10            | 0             | 119   | 0     |
| Ривер Плейт      | ПФЛ              | 2024             | 25        | 0         | 2     | 0     | 1          | 0          | 8             | 0             | 36    | 0     |
| Ривер Плейт      | Итого            | Итого            | 25        | 0         | 2     | 0     | 1          | 0          | 8             | 0             | 36    | 0     |
| Всего за карьеру | Всего за карьеру | Всего за карьеру | 145       | 0         | 18    | 0     | 2          | 0          | 27            | 0             | 192   | 0     |

1. ↑  Кубок Аргентины, Кубок Суперлиги Аргентины.
2. ↑  Суперкубок Аргентины.
3. ↑  Кубок Либертадорес, Южноамериканский кубок.

## Достижения

### Командные
«Ривер Плейт»
- Обладатель Суперкубка Аргентины: 2023en

ЦСКА (Москва)
- Обладатель Кубка России: 2024/25
- Бронзовый призёр чемпионата России: 2024/25
- Обладатель Суперкубка России: 2025